# 卻利士球場
卻利士球場，因冠名贊助現為約翰·史密斯球場（英語：John Smith's Stadium）是位於英格蘭西约克郡哈德斯菲爾德的一座多用途體育場。自1994年開始，當地的哈德斯菲尔德足球俱乐部和哈德斯菲爾德巨人欖球會（Huddersfield Giants）便駐紮在此作為主場球場。
球場曾因冠名贊助先後改名為阿法德·麥艾勳球場及基爾岩球場。

## 建築
1992年8月哈德斯菲爾德決定興建新球場以取代使用超過80年老舊的「利兹路球場」（Leeds Road），新球場在設計及建築期間被稱為「柯克利斯球場」（Kirklees Stadium），翌年正式展開工程，由著名公路承建商「阿法德·麥艾勳」（Alfred McAlpine）興建，而負責球場設計的「HOK體育」（HOK Sport）更於1995年以此獲得「皇家英國建築學會」（Royal Institute of British Architects，簡稱RIBA）頒發「史特靈獎」（Stirling Prize，即英國年度建築設計獎）。新球場趕及於1994/95年球季展開時啟用，但當時只有球場兩旁的看台，即「河畔看台」（Riverside stand）和「基尔纳河堤看台」（Kilner Bank stand），可供開放使用。「南看台」（South Stand）直到四個月之後的1994年12月才正式揭幕。而「北看台」（North Stand）則於1996年開始興建，並於翌年完工，將球場的總容量增加至24,500人，估計工程總額達到4,000萬英鎊。

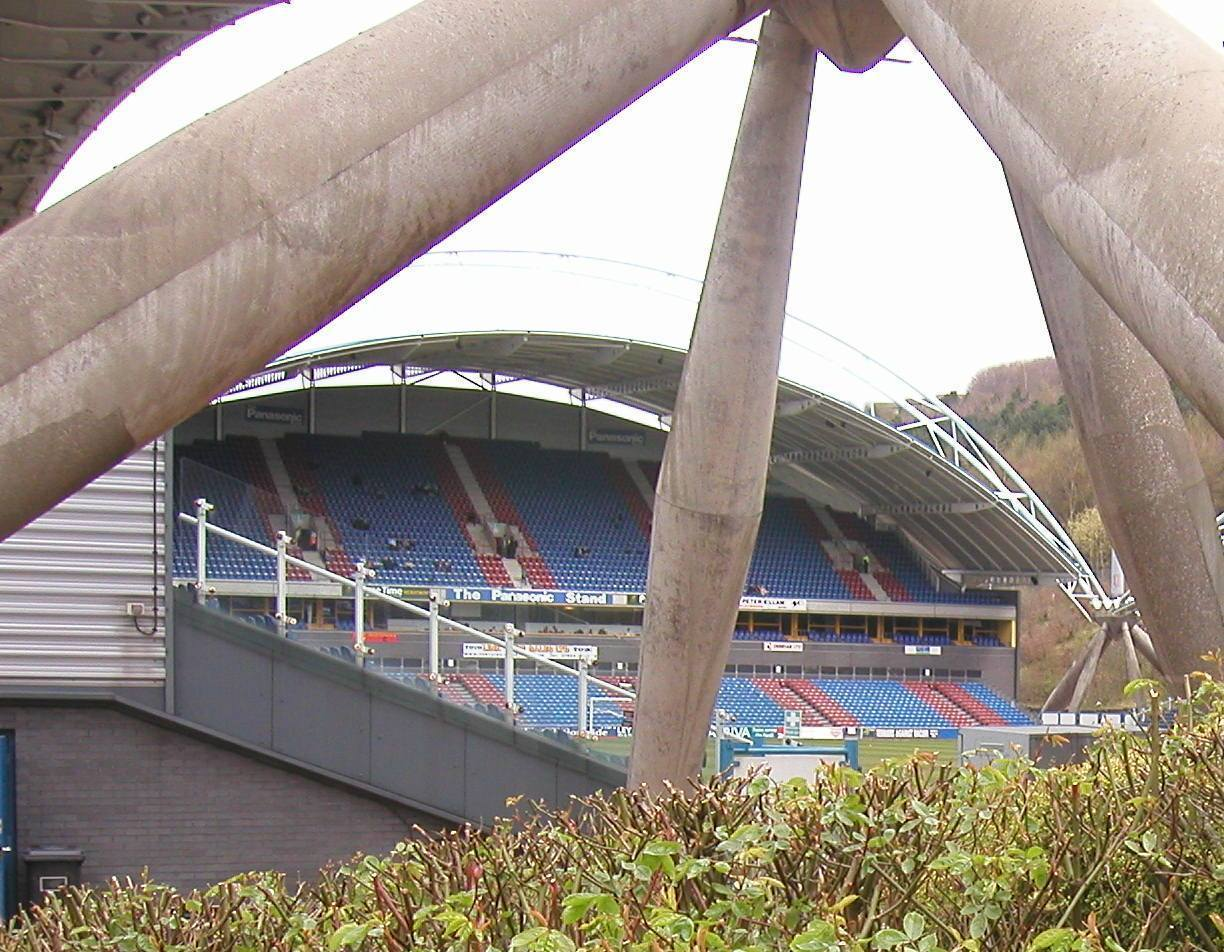
看台角落的巨型支柱
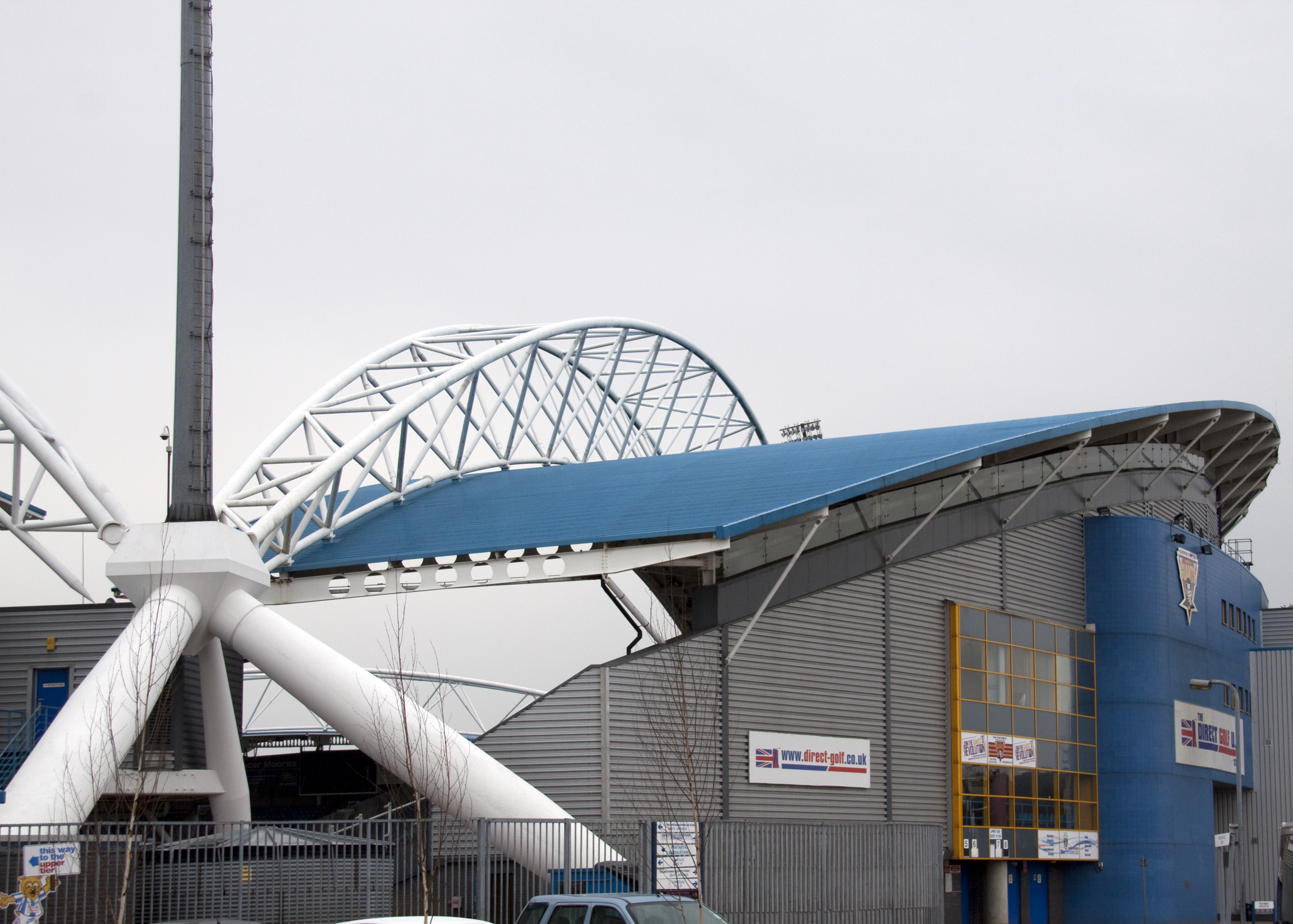
拱形頂蓋及金屬架

## 冠名贊助
由1994年至2004年期間，球場稱為「阿法德·麥艾勳球場」（Alfred McAlpine Stadium），是由於主承建商「阿法德·麥艾勳」（Alfred McAlpine）於訂立付款合約時加入10年的冠名權。於期滿後「阿法德·麥艾勳」不再續約，而由「基爾岩藥業」（Galpharm Healthcare）取得新的冠名贊助權，命名「基爾岩球場」（Galpharm Stadium）。而球場內各個看台均由當地企業冠名贊助。

## 擁有權
球場最初由柯克利斯都市自治市議會（Kirklees Metropolitan Council）、哈德斯菲爾德和哈德斯菲爾德巨人（Huddersfield Giants）以股權比例40:40:20組成的「柯克利斯球場發展有限公司」（Kirklees Stadium Development Limited）共同擁有，兩支球隊分別支付租金。2003年哈德斯菲爾德巨人東主肯·戴维（Ken Davy）牽頭的財團於哈德斯菲爾德進行債務重組時成功入主，一舉控制當地兩支重要球隊，並將兩隊的球場擁有權注入自己開設的「哈德斯菲爾體育之光」（Huddersfield Sporting Pride）。2009年12月24日哈德斯菲爾德宣佈由「哈德斯菲爾體育之光」控制的球場股權的40%將轉到時任球會主席迪恩·霍伊尔（Dean Hoyle）手中。

## 球場
基爾岩球場可以容納24,499名觀眾，而場內另設有款待包廂和會議室。球場設有四座看台，樓高兩層的主看台稱為「英國高爾夫直銷看台」（Direct Golf UK Stand），慣常稱為「河畔看台」（Riverside Stand），兩層之間設有一列26間行政廂房，並置有球場的辦公室及套間。對面是「不列顛尼亞拯救看台」（Britannia Rescue Stand），一般稱為「基尔纳河堤看台」（Kilner Bank Stand），是一座巨型的單層看台，可以容納超過7,000名球迷，曾獲「約翰·史密夫啤酒」（John Smith's）冠名贊助，現時仍有部份球迷沿用舊名稱之。南看台現時稱為「粉紅連繫看台」（Pink Link Stand），主要供作客球迷入座，可容4,054人。另一面球門後方的北看台現時稱為「奧妙媒體看台」（Fantastic Media Stand），樓高兩層是場內最高的看台，設於休閒中心內有16個款待包廂和球員嘉賓廂房；下層設有臨時坐席，當舉行音樂會時可以暫時移除。球場並設有專用商業及會議中心、社區健康及休閒中心、30條球道的高爾夫練習場、9個屏幕的電影院及咖啡店、餐廳和酒吧設施。
1994年8月基爾岩球場舉行首場足球賽事，哈德斯菲爾德在乙組聯賽以0-1不敵到訪的韋甘比，前布力般流浪球員西蒙·加纳（Simon Garner）為客隊取得唯一入球。

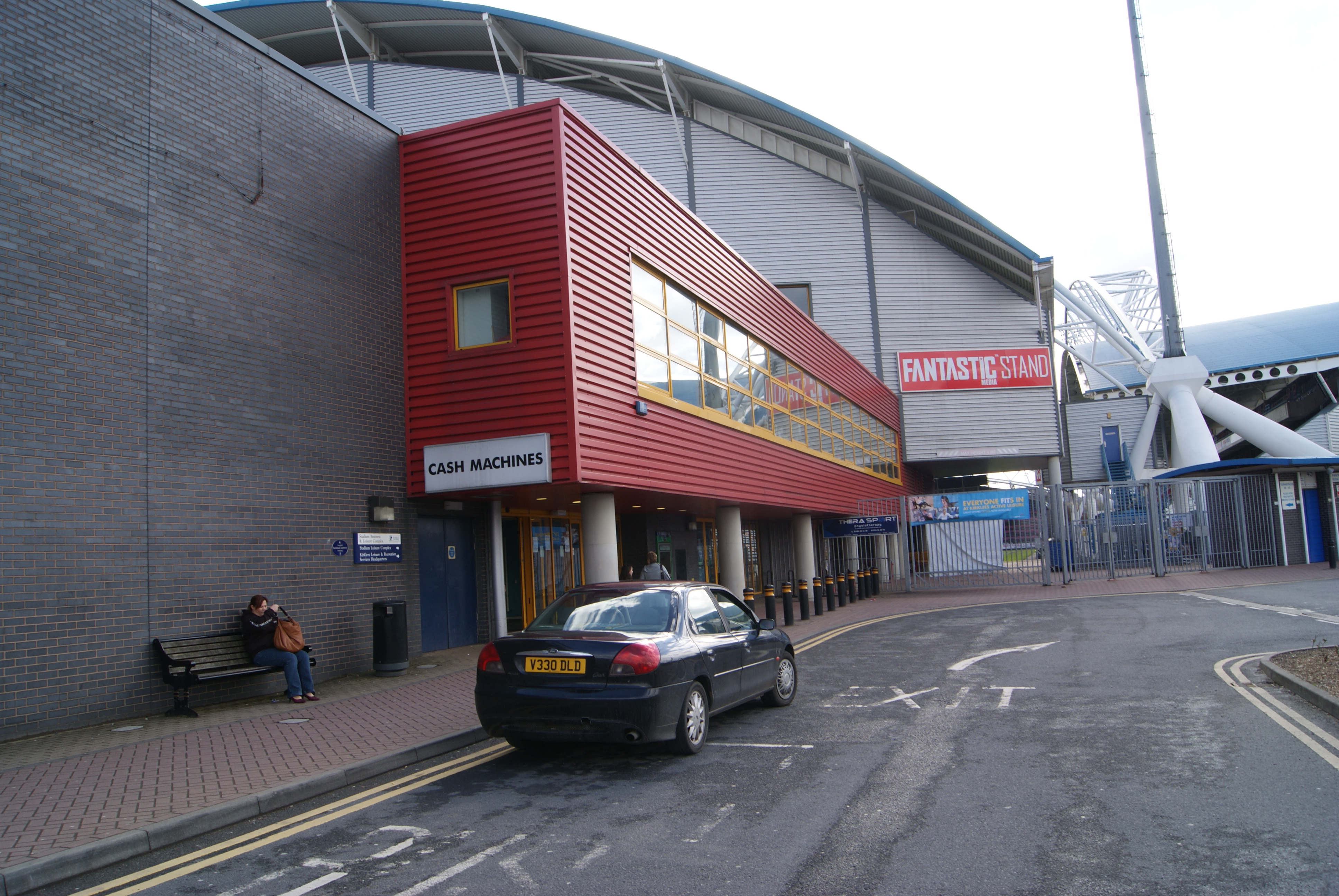
北看台外的售票處
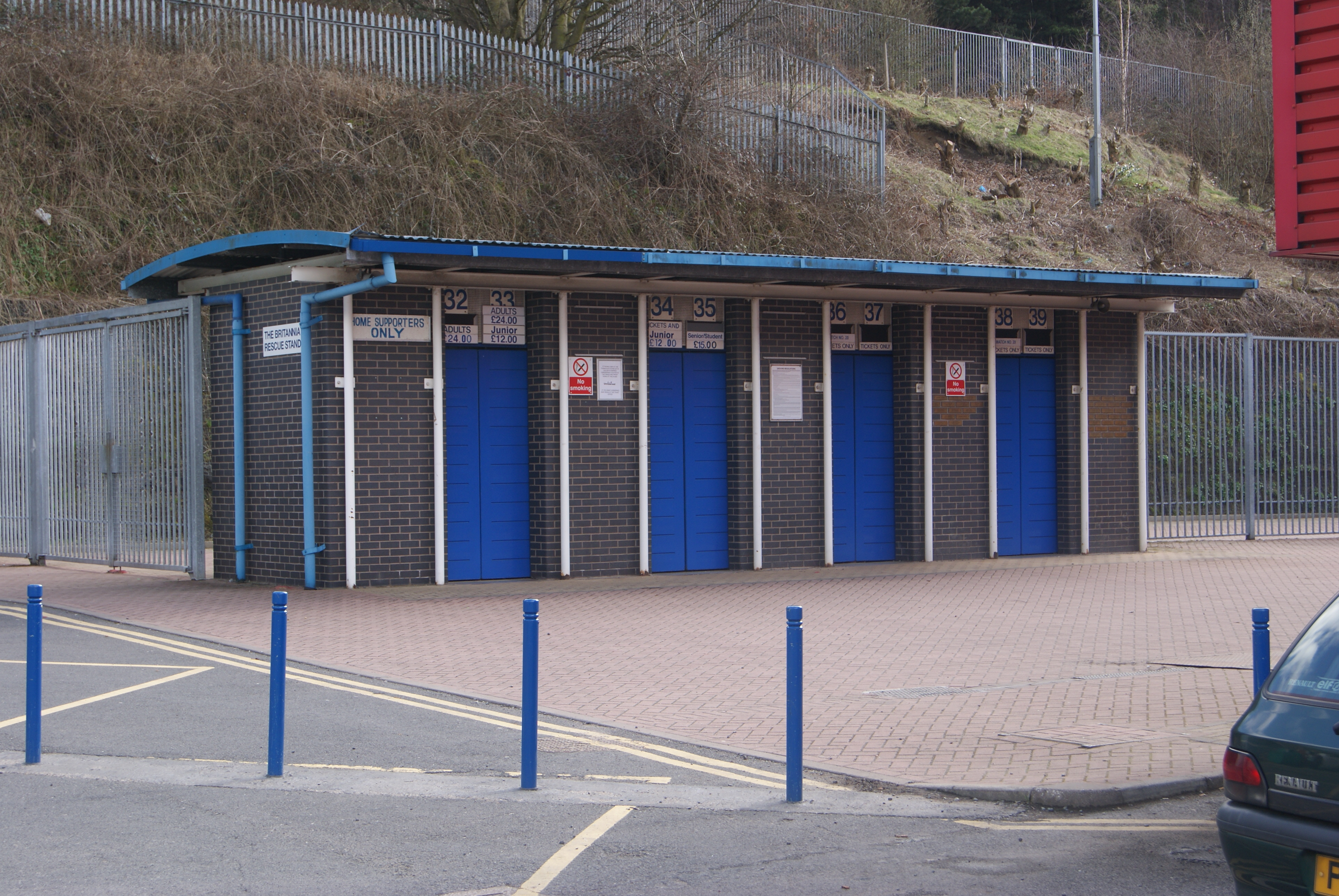
不列顛尼亞拯救看台的入閘機
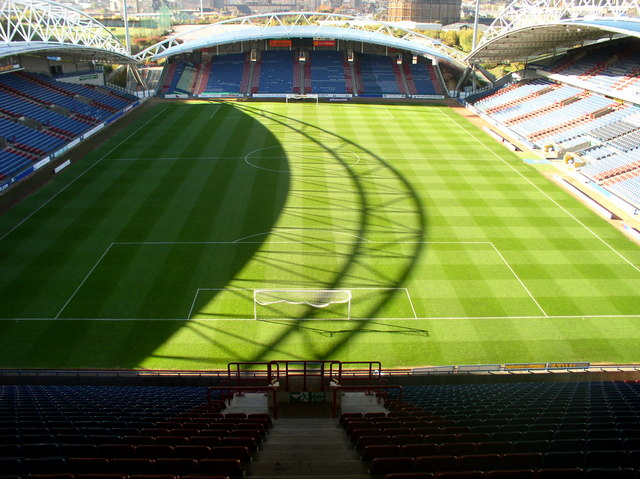
由北看台俯瞰球場內觀

## 足球以外
橄欖球
世界盃聯盟式橄欖球賽於1995年及2000年兩度在基爾岩球場上演，1995年舉行1場分組賽及1場準決賽，而2000年則只進行1場準決賽，澳洲國家欖球隊在這3場賽事分別擊敗對手。基爾岩球場曾3度舉辦「世界欖球會挑戰賽」（World Club Challenge），巴拉福特公牛（Bradford Bulls）亦成功在這裡擊敗澳洲對手三度封王。同時球場亦曾多次舉辦「挑戰盃」（Challenge Cup）的準決賽。現已停辦的「富豪錦標」（Regal Trophy）於1995年及1996年最後兩年的決賽均在基爾岩球場舉行，韋根戰士（Wigan Warriors）兩次均能擊敗對手奪冠。
雖然並非一個15人欖球賽傳統地區，基爾岩球場亦曾舉辦4場正式國際賽，3場為1999年世界盃橄欖球賽外圍賽，而最後1場是同屆的分組賽。半數球賽有球隊取得過百分，分別是英格蘭以110-0大勝荷蘭和全黑隊101-3擊退義大利。
音樂會
曾在基爾岩球場舉行音樂會的歌星及樂隊包括布莱恩·亚当斯（Bryan Adams）、The Beautiful South、Blue、邦喬飛（Bon Jovi）、老鹰乐队（The Eagles）、埃爾頓·約翰（Elton John）和R.E.M.等。

## 外部連結
- 官方網站 （页面存档备份，存于）
- footballgroundguide.com:Huddersfield Town Galpharm Stadium